# فؤاد حسن غالي
فؤاد حسن غالي محمد رشيد إسماعيل (3 تشرين الأول 1926 -21 شباط 2022) هو أستاذ عراقي في الطب بتخصص النسائية والتوليد، ولد في محلة قنبر علي في بغداد.
تخرج من كلية الطب الملكية (حاليا كلية الطب في جامعة بغداد) عام 1950 وحصل على شهادة الماجستير في النسائية عام 1955 وحصل على زمالة كلية الجراحين غلاسكو عام 1961، ونال لقب أستاذ في كلیة الطب سنة 1970.
شغل منصب مدير مستشفى الكرخ للولادة عام 1964 ومعاونا لعميد كلية الطب في بغداد عام 1963. وفي عام 1966 عُيّن وزيرا للصحة في وزارة ناجي طالب.
قام بإنشاء أول مركز لتنظيم الأسرة في العراق في مستشفى الكرخ للولادة عام 1970.
أصبح مدیر مشروع صحة الأسرة العراقیة، وكان أول من أسّس جمعیة تنظیم الأسرة العراقیة سنة 1971، وترأّس جمعیة الخصوبة العراقیة عام 1999، وأشرف على العدید من البحوث والدراسات.